# Harl Vincent
Harl Vincent (eigentlich Harold Vincent Schoepflin; geboren am 19. Oktober 1893 in Buffalo, New York; gestorben am 5. Mai 1968 in Los Angeles, Kalifornien) war ein amerikanischer Science-Fiction-Autor, dessen über 70 Erzählungen in den Pulp-Magazinen der 1930er und 1940er Jahre erschienen.

## Leben
Im Alter von fünf Jahren begann Vincent technische Gerätschaften zu zeichnen und verabschiedete sich vom Lord-Fauntleroy-Look und den Löckchen. Er folgte seiner Neigung dann auf der technischen High School, studierte anschließend Ingenieurwissenschaften am Rensselaer Polytechnic Institute in Troy, brach das Studium jedoch ab, da er Ruth Hoff heiratete, eine Familie gründete und Geld verdienen musste.
Er arbeitete zunächst als technischer Zeichner für Westinghouse, beendete in Abendkursen sein Studium und wurde dann Ingenieur, der Dampfturbinen entwarf und testete. Zuletzt war er Ingenieur im Vertrieb.
Seine erste Science-Fiction-Erzählung schrieb er angeregt durch Hugo Gernsbacks SF-Magazin Amazing Stories und schickte sie ein. The Golden Girl of Munan erschien dort in der Juni-Ausgabe 1928. Durch diesen Erfolg ermutigt, wurde er ein produktiver und beliebter Autor von Amazing Stories und anderen Magazinen, wobei sein technisch-wissenschaftlicher Hintergrund sich als hilfreich erwies. Bleiler beurteilte Vincents SF-Erzählungen als „von wechselnder Qualität, […] stets intelligent, aber oft mit Spuren eiliger Arbeit. Offenbar schrieb er oft marktgerecht.“ Nach 1940 schrieb Vinent nicht mehr, erst als er schon 73 Jahre alt war, erschien der Roman The Doomsday Planet (1966) und einige Erzählungen, darunter Invader (1967), als Der Eindringling 1979 in deutscher Übersetzung erschienen.
Auch als er nicht mehr schrieb, blieb Vincent an Science-Fiction interessiert. Das Ehepaar verbrachte die Winter oft in Kalifornien und Vincent wurde dort ein Mitglied des SF-Fandom, trat der Count Dracula Society und der Los Angeles Science Fantasy Society bei und besuchte Conventions.
Aus der Ehe mit Ruth Hoff hatte Vincent einen Sohn und eine Tochter. Zeitlebens ein starker Raucher, starb er 1968 im Alter von 75 Jahren an Komplikationen in Folge eines Lungenemphysems.

## Bibliografie

### Romane
- Red Twilight (1931, Buchausgabe 1991)
- The Doomsday Planet (1966)

### Sammlungen
- Harl Vincent Resurrected: The Astounding Stories of Harl Vincent (2011)
- Anthology of Sci-Fi V10: the Pulp Writers: Harl Vincent (2013)

### Kurzgeschichtenserien
Die Serien sind nach dem Erscheinungsjahr des ersten Teils geordnet.
The Adventures of the Golden Girl of Munan
- 1 The Golden Girl of Munan (1928)
- 2 The War of the Planets (1929)
- The Adventures of the Golden Girl of Munan (2013, Sammlung)

Professor Timkin
- 1 Venus Liberated (1929)
- 2 Faster Than Light (1932)

Subterrania
- 1 The Menace From Below (1929)
- 2 The Return to Subterrania (1930)

Callisto
- 1 The Explorers of Callisto (1930)
- 2 Callisto at War (1930)

Carr Parker
- 1 Vagabonds of Space (1930)
- 2 Creatures of Vibration (1932)
- Vagabonds of Space & Creatures of Vibration (2013, Sammlung)

Purple and Gray
- 1 Gray Denim (1930)
- 2 Power (1932)
- 3 Master Control (1940)

Ridge Coler
- 1 Water-Bound World (1932)
- 2 When the Comet Returned (1933)
- 3 Lost City of Mars (1934)

Prowler
- 1 Prowler of the Wastelands (1935)
- 2 Return of the Prowler (1938)

### Kurzgeschichten
- The Ambassador from Mars (1928)
- The Seventh Generation (1929)
- Barton’s Island (1929)
- The Yellow Air-Peril (1929)
- Through the Air Tunnel (1929)
- Microcosmic Buccaneers (1929)
- The Colloidal Nemesis (1929)
- Old Crompton’s Secret (1930)
- Before the Asteroids (1930)
- The Terror of Air-Level Six (1930)
- Silver Dome (1930)
- Free Energy (1930)
- Tanks Under the Sea (1931)
- Terrors Unseen (1931)
- Invisible Ships (1931)
- Too Many Boards (1931)
- Beyond the Dark Nebula (1931)
- The Moon Weed (1931)
- The Copper-Clad World (1931)
- A Matter of Ethics (1931)
- Sky Cops (1931, mit Charles Roy Cox)
- Once in a Blue Moon (1932)
- Vulcan’s Workshop (1932)
- Thia of the Drylands (1932)
- Roadways of Mars (1932)
- Wanderer of Infinity (1933)
- Cavern of Thunders (1933)
- Telegraph Plateau (1933)
- Whisper of Death (1933)
- Master of Dreams (1934)
- Cat’s Eye (1934)
- Rex (1934)
- Synthetic (1934)
- The Barrier (1934)
- Cosmic Rhythm (1934)
- Energy (1935)
- Valley of the Rukh (1935)
- The Plane Compass (1935)
- Parasite (1935)
- The Challenge from Beyond (Teil 4 von 5, 1935)
- Prince Deru Returns (1938)
- Newscast (1939)
- The Devil Flower (1939)
- The Morons (1939, online)
- Lightning Strikes Once (1939)
- Mystery of the Collapsing Skyscrapers (1939)
- Power Plant (1939)
- Neutral Vessel (1940)
- High-Frequency War (1940)
- Undersea Prisoner (1940)
- Gravity Island (1940)
- Deputy Correspondent (1940)
- Life Inside a Wall (1940)
- Trouble Shooter (1940)
- Other World (1940)
- Grave of the Achilles (1941)
- Lunar Station (1941)
- Voice from the Void (1942)
- Invader (1967)
  - Deutsch: Der Eindringling. In: Walter Spiegl (Hrsg.): Science-Fiction-Stories 79. Ullstein Science Fiction & Fantasy #31008, 1979, ISBN 3-548-31008-7.
- Lethal Planetoid (1969)
- Space Storm (1969)